# Alberto Montaner Frutos
Alberto Montaner Frutos (Zaragoza, 3 de octubre de 1963) es un filólogo hispanista y arabista, historiador y poeta, especializado en la Edad Media y el Siglo de Oro y, más concretamente, en estudios cidianos, tanto históricos como literarios. Destacan, además, sus trabajos sobre Épica, Historia del Léxico y Onomástica, Emblemática General, Codicología, Bibliografía y Ecdótica, y Epistemología de las Ciencias Humanas. Ha publicado, asimismo, varios libros de poesía.

## Biografía
Nacido en Zaragoza, donde inició su carrera académica, destacó desde muy joven con un trabajo sobre la figura del Cid como héroe mítico y simbólico, elaborado antes de comenzar sus estudios universitarios, que lo hizo merecedor, con diecisiete años, del decimotercer Premio European Philips Contest for Young Scientists and Inventors; publicado unos años más tarde por el Museo e Instituto Camón Aznar con el título de El Cid: mito y símbolo. La precocidad y calidad del trabajo le hizo acreedor de una mención a su labor por parte del reputado hispanista Alan Deyermond:

Montaner Frutos [en «El Cid: mito y símbolo», Boletín del Museo e Instituto Camón Aznar, XXVII (1987), págs. 121-340] se centra en [...] los paralelismos entre el Cid poético y el mito de Hércules; para ello se sirve de las técnicas de Vladimir Propp y del estructuralismo literario. El trabajo de Montaner (un libro, de hecho, aunque por razones de tipo económico publicado en forma de larguísimo artículo) hubiera sido notable en cualquier circunstancia, pero lo realmente extraordinario es que lo redactó y ganó un premio internacional, en 1981, antes de ingresar en la Universidad.

Se licenció en Filología Hispánica por la Universidad de Zaragoza (1986), donde fue becario del Plan General de Formación del Personal Investigador, y en Filología Semítica por la Universidad Complutense de Madrid (1988), donde se doctoró en Filología en 1994 con la tesis doctoral Almiqdād: Una leyenda islámica árabe y aljamiada, dirigida por Federico Corriente.
Ha desarrollado su carrera docente en la Universidad de Zaragoza, donde ha sido sucesivamente Profesor Asociado de Bibliografía, desde 1989, Titular de Literatura Española desde 1996 y Catedrático de la misma área de conocimiento desde 2007. Desde 2019 es, demás, subdirector de su Instituto Universitario de Investigación en Patrimonio y Humanidades, estando también al frente del Área de Filología y Comunicación.
Compagina su actividad docente e investigadora en dicha Universidad con la desarrollada en la Institución «Fernando el Católico» (Diputación Provincial de Zaragoza-CSIC), como Secretario Científico de la Cátedra de Emblemática «Barón de Valdeolivos», habiendo sido previamente director del Área de Investigación y Publicaciones Periódicas de dicha institución (1997-2007) y de la Unidad de Estudios Árabes e Islámicos del extinto Instituto de Estudios Islámicos y del Oriente Próximo, centro mixto de las Cortes de Aragón, la Universidad de Zaragoza y el CSIC (2004-2011).
Su intensa carrera profesional lo ha llevado a ser profesor invitado en prestigiosas universidades, como la Universidad Pedagógica A. I. Gertsen, San Petersburgo (1990), la Universidad de Oxford (1992); la Benemérita Universidad Autónoma de Puebla (2002, 2004, 2013 y 2015); la Universidad Autónoma del Estado de México (2002); la Escuela Normal Superior de Lyon (2003, 2005, 2006 y 2010); la Universidad Carlos III (2004); la Universidad de Buenos Aires (2005); la Sorbona (2006, 2010 y 2016); la Universidad de California en Berkeley (2007); la Universidad de Zúrich (2015) y la Universidad de Stanford (2017).

## Labor investigadora
En su amplia faceta investigadora, ha dedicado su atención a diversos campos del saber y, en particular, de la historia literaria hispánica, desde el ara versificada latina de Diana (del siglo II) hasta la poesía de Luis Alberto de Cuenca o la narrativa de Arturo Pérez-Reverte, pasando por el Cantar de mio Cid, el Libro de buen amor, la Celestina o el Quijote'.
Ha sido investigador invitado o visitante académico en, entre otras, las siguientes instituciones: el King’s College de Londres (1992), el «College of William and Mary», Williamsburg, Virginia (2000 y 2004); la Universidad Nacional Autónoma de México (2002), la Universidad de California en Berkeley (2004), el Seminario de Investigación y Crítica Textual del CONICET, Buenos Aires (2005), la Academia de Ingeniería Mecánica del Donbass, Kramatorsk (anualmente entre 2008 y 2012), la Universidad de Toulouse «Jean Jaurès» (2009) y la Fundación «Maison des Sciences de l’Homme» de París (2016).
Entre otros, ha sido miembro de los siguientes proyectos de investigación:
- Como investigador participante:
  - El Libro de buen amor: texto y contextos (Ministerio de Educación y Ciencia, 2003-2005).
  - Árabe e Islam en Aragón (Gobierno de Aragón, 2003-2008 y 2010-2016).
  - Séminaire interdisciplinaire de recherches sur l’Espagne médiévale (Centro Nacional para la Investigación Científica, Francia, 2004-2008).
  - Groupement de Recherche Européen «Approche interdisciplinaire des logiques de pouvoir dans les sociétés ibériques médiévales» (Centro Nacional para la Investigación Científica, Francia, 2009-2012).
  - Léxico Latino Medieval de Castilla y León (Junta de Castilla y León, 2011-2013 y 2015-2017).
  - CLARISEL. Bases de datos bibliográficas (Gobierno de Aragón, 2018-2019 y 2020-2022).
- Como investigador principal:
  - El Cid: Personaje histórico y héroe literario (Diputación General de Aragón, 2002-2005).
  - Génesis y Evolución de la Materia Cidiana en la Edad Media y el Siglo de Oro (Ministerio de Educación y Ciencia, 2005-2008).
  - Formas de la Épica Hispánica: Tradiciones y Contextos Históricos (Ministerio de Educación y Ciencia, 2010-2012 y 2013-2015).
  - Chronica Adefonsi Imperatoris e Historia Roderici: Dos crónicas particulares en el siglo XII (Ministerio de Ciencia e Innovación, 2011-2012).
  - Magia, Épica e Historiografía Hispánicas: Relaciones Literarias y Nomológicas (Ministerio de Ciencia e Innovación, 2016-2018 y 2019-2021).
  - Narremas y Mitemas: Unidades de Elaboración Épica e Historiográfica (Ministerio de Ciencia e Innovación, 2022-2025).
  - Polymathía: Grupo de investigación para el estudio interdisciplinar de las tensiones, las emociones y los procesos socioculturales (Dirección General de Investigación e Innovación del Gobierno de Aragón, 2023-2025).

Además, ha impartido conferencias y seminarios en diversas universidades y centros de investigación de Alemania, Argentina, China, Dinamarca, España, Estados Unidos, Francia, México, Reino Unido y Suiza; y pertenece también a diversas asociaciones y academias científicas, habiendo sido presidente de la Sociedad de Estudios Medievales y Renacentistas (2000-2008); y es desde 2013 asesor filológico del Nuevo Diccionario Histórico del Español de la Real Academia Española.

## Obra
Tiene publicados más de trescientos artículos y capítulos de libro en revistas científicas y obras especializadas, y alrededor de cincuenta libros, entre monografías y ediciones literarias. De entre su cuantiosa producción científica cabe mencionar los siguientes trabajos, agrupados por líneas de investigación:

### Materia cidiana
A partir del premiado trabajo El Cid: mito y símbolo (1987), una de sus líneas prioritarias de investigación ha sido la materia cidiana, inicialmente en el terreno literario, pero también en el histórico. Entre sus muchos trabajos sobre el tema pueden destacarse sus ediciones (consideradas de referencia) del Cantar de mio Cid (1993, con sucesivas versiones corregidas y ampliadas en 2007, 2011 y 2016, las dos últimas en el marco de la Biblioteca Clásica de la Real Academia Española) y del Carmen Campidoctoris o Poema Latino del Campeador (2001, en colaboración con Ángel Escobar). En el terreno histórico, pueden mencionarse El Cid en Aragón (1998) y Guerra en Šarq Al’andalus: Las batallas cidianas de Morella (1084) y Cuarte (1094) (2005, en colaboración con Alfonso Boix).

### Estudios épicos
El estudio de la materia cidiana lo encaminó a interesarse por otras manifestaciones de la poesía épica, tanto en su vertiente hispánica como comparada. En particular, se ha ocupado de la épica de las sociedades de frontera en las tradiciones románica, bizantino-eslava e islámica, en contribuciones como «Introducción a la épica de frontera» (2004), «Consideraciones en torno a la épica de frontera» (2018) y «Mediterranean Border Epics: Frontier Ethos in Cantar de Mio Cid and Digenes Akrites» (2021, en colaboración con Ganna Goncharova), perspectiva que ha aplicado también al estudio del Quijote, con «La historia del capitán cautivo y la tradición épica de frontera» (2006).

### Estudios hispanoárabes
El interés por los textos épico-caballerescos lo llevó a editar El recontamiento de al-Miqdâd y al-Mayâsa (1988) en aljamía y, a partir de ahí, a profundizar en las relaciones literarias y culturales hispanoárabes, con especial atención a la literatura aljamiada. En este terreno pueden citarse su colaboración, con tres capítulos, en la monumental obra colectiva La Aljafería (1998), el panorama crítico sobre la edición de textos aljamiados publicado en Romance Philology (2006) o el monográfico de Poesía en el Campus dedicado a la poeta tetuaní contemporánea Lamiae El Amrani (2008).

### Historia del Léxico y Onomástica
Del estudio de la aljamía pasó al de los arabismos y el de los préstamos de las lenguas semíticas y otras del Oriente Medio, como el persa o el turco, llegando finalmente a la historia del léxico y la onomástica iberorromances, en sus contribuciones al Dictionary of Arabic and Allied Loanwords (2008), de Federico Corriente, o al Lexicon Latinitatis Medii Aevi Regni Legionis (2010), dirigido por Maurilio Pérez González, a las que pueden añadirse la serie Historias de Palabras, que se publica en la revista Rinconete desde 2012, o su monografía Ciento cincuenta apellidos aragoneses (2017).

### Historiografía medieval y áurea.
Las estrechas relaciones entre la épica y la cronística medievales se estudian en trabajos como «La mora Zaida, entre historia y leyenda (con una reflexión sobre la técnica historiográfica alfonsí)» (2005) o «Lo épico y lo historiográfico en el relato alfonsí del Cerco de Zamora» (2016, versión ampliada en 2022). Además de las crónicas latinas castellano-leonesas y las estorias alfonsíes, ha prestado su atención a la obra de Juan Fernández de Heredia, de Antonio Beccadelli y de los historiadores aragoneses del Siglo de Oro, en particular Bartolomé Leonardo de Argensola y Miguel Martínez del Villar. También se ha ocupado de los aspectos conceptuales de esta producción, en «Historicidad medieval y protomoderna: lo auténtico sobre lo verídico» (2014) o «Épica, historicidad, historificación» (2015).

### Historia literaria del pensamiento jurídico-político
La evolución de la materia cidiana lo condujo también a interesarse por las relaciones entre literatura, historia y pensamiento jurídico-político en la Edad Media y el Siglo de Oro, sobre todo a través de la historiografía y el teatro. Pueden citarse en este apartado trabajos como Política, historia y drama en el cerco de Zamora: La «Comedia segunda de las Mocedades del Cid» de Guillén de Castro (1989), «La legitimación del poder en los autos sacramentales de Calderón» (1995) o el monográfico Literatura medieval y Derecho, coordinado para El Cronista del Estado Social y Democrático de Derecho (2013).

### Historia literaria de la magia
Un trabajo precoz como «San Alberto Magno y la Alquimia» (1980) abre otra línea de trabajo del interés de Alberto Montaner, centrada en la historia de la magia y disciplinas afines, que solo afloraría mucho tiempo después, en el extenso volumen Señales, Portentos y Demonios: La magia en la literatura y la cultura españolas del Renacimiento (2014, preparado en colaboración con Eva Lara). Otros trabajos en esta línea son «La magia y sus formas en la literatura del Siglo de Oro» (2016), «Cervantes ante la astrología» (2018) o «Voces y conceptos del ocultismo decimonónico: En torno al Diccionario Enciclopédico Hispano-Americano» (2020).

### Emblemática General
Desde su primera publicación, «El pendón aragonés» (1977), pasó paulatinamente de interesarse por la heráldica a contribuir al desarrollo de una nueva disciplina centrada en los emblemas como signos de identificación, conformada como tal en el seno de la ya citada Cátedra de Emblemática «Barón de Valdeolivos». En ese marco, fue coeditor de las Actas del I Congreso Internacional de Emblemática General (2004) y secretario de redacción (1995-2013) y subdirector (2014-2016) de la revista Emblemata. Entre sus aportaciones en este campo destacan la influyente monografía El señal del rey de Aragón: historia y significado (1995) y la reciente aportación «Materiales para una poética de la imaginación emblemática» (2019).

### Codicología, Bibliografía y Ecdótica
Un decenio como profesor de Bibliografía se tradujo en la aparición del Prontuario de bibliografía: Pautas para la realización de descripciones, citas y repertorios (1999) y de «La bibliografía aragonesa: Periodización y estudios sobre manuscritos» (2006). Junto a estos trabajos más generales, la mayoría de sus aportaciones se relacionan con los problemas de la transmisión textual y de la edición filológica de textos. A cuestiones conceptuales se dedican trabajos como «Emendatio, buena forma y entropía» (1994) o «Variantes de transmisión, error textual y sesgo cognitivo» (2020), mientras que otros se centran en la aplicación de nuevas tecnologías, como «Ecdótica, paleografía y tratamiento de imagen» (1994) o «The Medievalist’s Gadget: Hyperspectral Photography and the Phantom Scribe» (2008).

### Epistemología de las Ciencias Humanas
La problemática de la crítica textual supuso la vuelta a la reflexión sobre la teoría y la metodología de los estudios literarios (que ya se había manifestado en la introducción de El Cid; mito y símbolo) y, de modo más amplio, de las Ciencias Humanas, en trabajos como «En defensa del sentido literal: De la interpretación a la explicación en el estudio de la literatura» (2010),  «Juan Ruiz, Lǐ Yú y las maqāmāt o los límites factuales del multiculturalismo» (2011), «El criterio frente al dogma: Cuestiones epistemológicas al hilo de los estudios medievales y renacentistas» (2012),  «La evolución del concepto de filología desde la Revista de Filología Española» (2018) o «Ars ratio regis uel populi? Una aproximación crítica al papel político de la producción cultural en el Siglo de Oro» (2021).

### Obra poética
Además de su extensa producción científica, ha publicado varios poemarios: Mysteria cordis (1984), Furor jamás cansado (1985), Las frondas del ocaso (1985), Tras sus doradas huellas (1986), Á en mourir (1989), Teatro de delicias (1993) y Memoria de apariencias (2004) y Flores de Lichtenberg, con fotografías de Ricardo Guixà (2017). En su poesía se trasluce la raíz clásica de su vasta erudición.

### Premios y distinciones
Su trayectoria profesional lo ha hecho merecedor de diversos premios y reconocimientos académicos, como el Premio Extraordinario de Licenciatura (1987) y el Premio Extraordinario «Academia General Militar» (1987) o el Premio «Archiduquesa Mónica de Austria» de la Confédération Internationale de Généalogie et d’Heraldique (2010) o el Premio «Tizona de Oro» a la promoción de la figura y la materia cidianas (Vivar del Cid, 2016). También ha sido nominado a diferentes premios internacionales, como «The International Plato Award for Educational Achievement» (2011) y «The Cambridge Certificate for Outstanding Educational Achievement» (2015), ambos del International Biographical Centre (Cambridge, 2011).
Es, además, académico correspondiente de la Academia Asturiana de Heráldica y Genealogía (1997) y de la Real Academia Matritense de Heráldica y Genealogía (1998) y socio honorario del Centro Culturale Copto-Ortodosso de Venecia (1999). Posee la Gran Cruz de la Orden de San Eugenio (1998) y es Caballero de Mérito de la Soberana Orden Militar Constantiniana de San Jorge (1999).
En el ámbito literario, ha sido galardonado con el Accésit del Premio de Poesía Ciudad de Zaragoza en 1984 y 1985, así como el Accésit del Premio de Poesía Isabel de Portugal, de la Diputación Provincial de Zaragoza, en 1986.